# 閻海文
閻海文（1916年—1937年8月17日），男，滿族，遼寧北鎮人，其為國民政府空军飛行员。出生在一個農民家庭。因家境貧困，而靠親友求學，曾幾次輟學。1934年夏，報考中央陸軍軍官學校和中央航空學校，均被錄取，為成為一名優秀的飛行員，選擇了中央航空學校。航校畢業後，任空軍第五大隊 - 第二十五隊少尉飛行員。「七‧七」事變後派駐揚州擔任「戰場空中支援聯勤」並執行南京空防任務。

## 簡介
1929年。「九‧一八」事變前兩年就讀瀋陽初中。「九‧一八」事變後，全東北所有的學校被強制教授日語，灌輸日本「軍國主義」思想，鼓吹「大東亞共榮圈」。閻海文都不願意為「滿洲國」效勞，便退學回家。閻海文退學後回到北鎮（今北寧市）大市鄉（今海文鄉），第二年，閻海文進入北平就讀於抗日的「東北中學」。閻海文1934年高中畢業後，以優異成績先後考上了「中央陸軍軍官學校」和「中央航空學校」。閻海文放棄陸軍軍官學校，興高采烈地前往杭州筧橋空校。經兩年苦讀和嚴格的訓練，閻海文于國民政府中央航校六期畢業成了優秀的飛行員，分配到空軍第五大隊當見習官。
1937年8月17日，所屬第五大隊轟炸上海北四川路日軍陸軍司令部時，被日本軍隊之高射砲擊中，機身著火。閻海文跳傘時因風向偏差降落于日军阵地上空。並被追捕日軍包圍，閻海文开枪打死了數名日軍，在面對日軍勸降時喊出「中國無被俘空軍！」之言，隨即用最後一發子彈自殺，年僅22歲。在日本有记录可查。日本軍人亦敬重閻海文之氣節，埋葬並立碑「支那空軍勇士之墓」。壯烈殉職後，國民政府追贈中尉。遺體葬於航空烈士公墓。

## 後續
為借中國空軍勇士鼓舞日本侵略軍的鬥志，日本軍閥在東京新宿舉辦了「中國空軍勇士之友閻海文展覽會」，展台上展出的除閻海文烈士的手槍、子彈帶、彈殼、降落傘和飛行服裝之外，一件最重要的展品是從閻海文的飛行帽夾層中找出的珍貴照片。 同年9月11日，日本大阪每日新聞特派員木村毅發回日本國內一則報導，在日本列島引起了強烈震動。木村在文中嘆道： “此少年空軍勇士之亡，雖如苞蕾摧殘，遺香不允，然此多情多恨，深情嚮往之心情，雖為敵軍，亦不能不令我全軍將士一掬同情之淚也。”文章最後甚至驚呼：“今日之中國已非昔日之中國！”

## 關連項目
- 抗日战争
- 抗日烈士列表

## 外部連結
- 寧死不屈的「支那空軍勇士」─閻海文
- 阎海文与对日空战-中国无被俘空军！

## 腳注
1. ↑  .   [2018-07-01].
2. ↑  .   [2018-07-07]. （原始内容存档于2018-07-07）.